# Dolany (Klatovyi járás)
Dolany település Csehországban, a Klatovyi járásban. Dolany Mezihoří, Švihov, Klatovy, Poleň, Ježovy és Chudenice településekkel határos. Lakosainak száma 963 fő (2024. január 1.).

## Népesség
A település lakosságának változását az alábbi diagram mutatja:
| Lakosok száma | 1714 | 1701 | 1746 | 1191 | 882  | 814  | 897  | 922  | 923  | 963  |
|               | 1869 | 1900 | 1921 | 1961 | 1980 | 2011 | 2016 | 2019 | 2021 | 2024 |

## Galéria

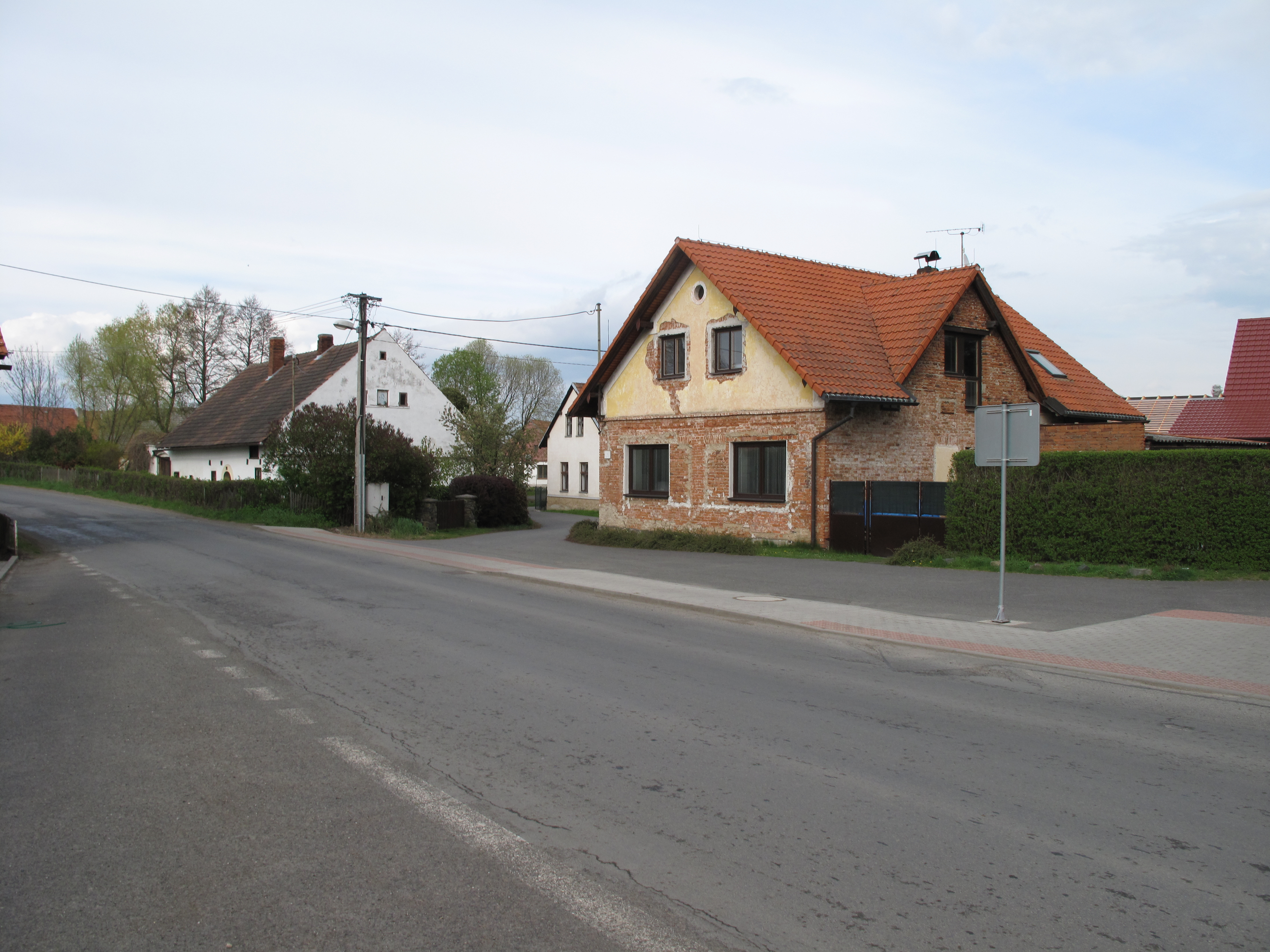
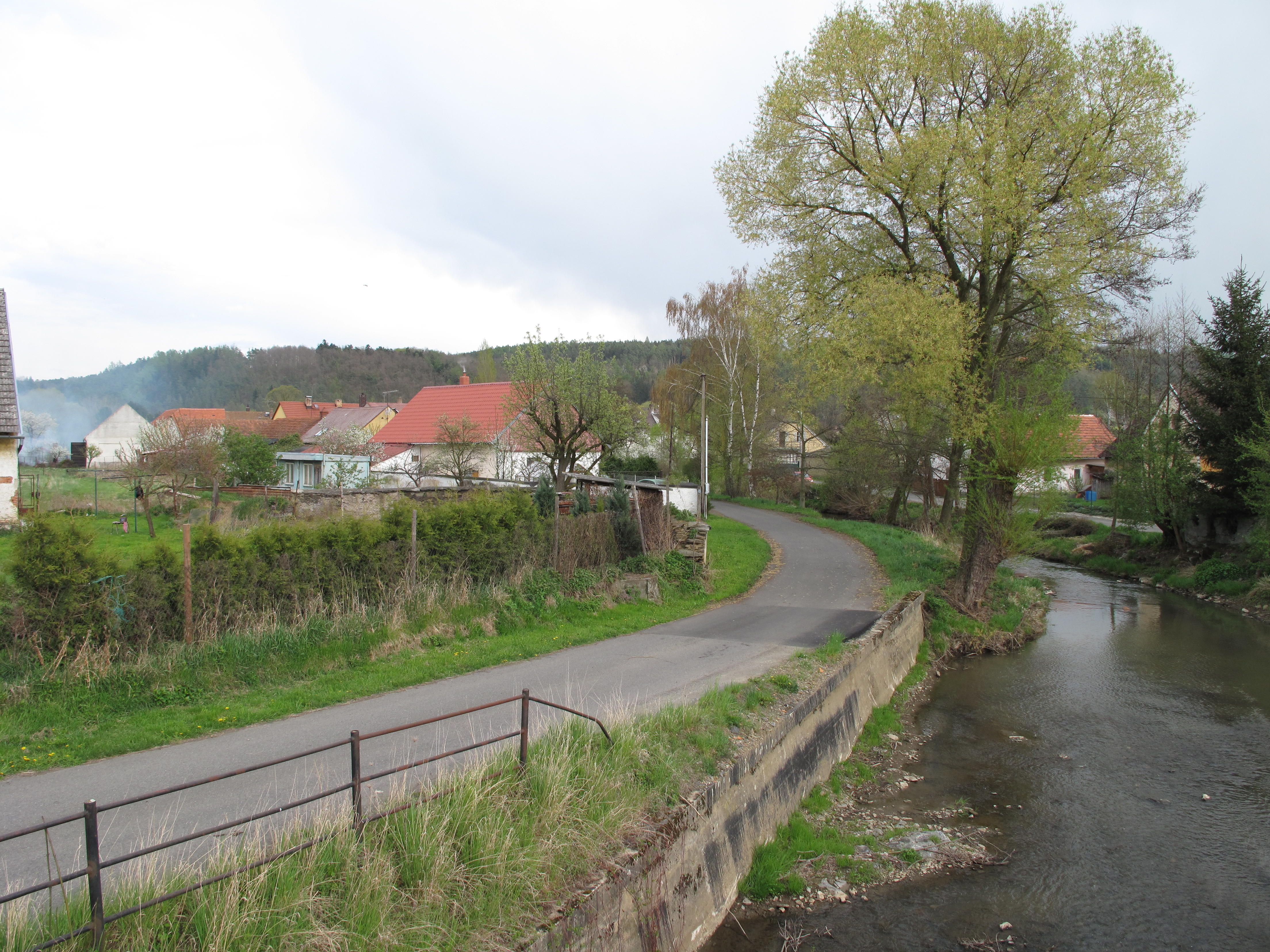
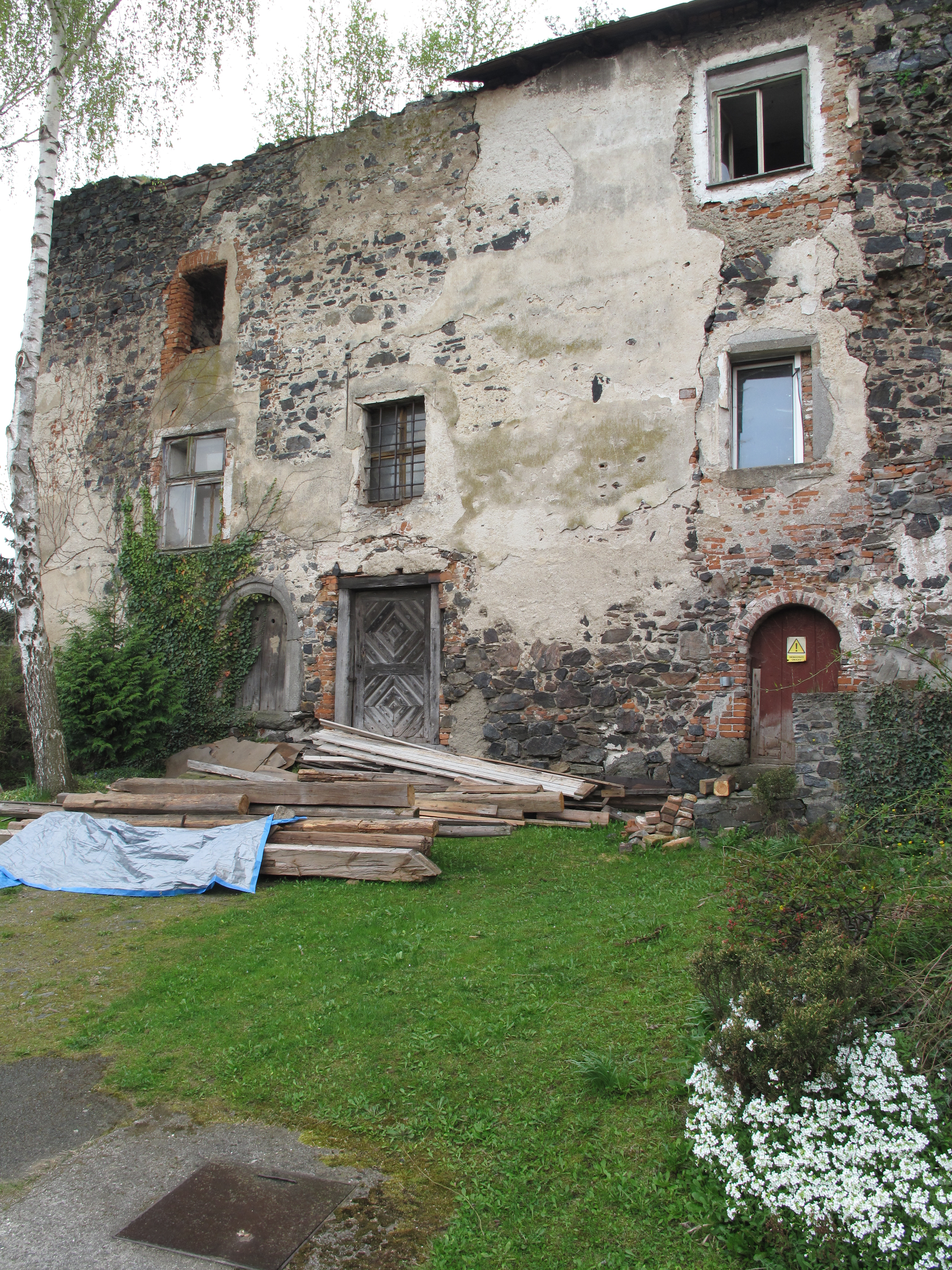